# Ionela Stanca
Ionela Stanca (* 9. Januar 1981 in Constanța, Rumänien als Ionela Gâlcă) ist eine ehemalige rumänische Handballspielerin, die für die rumänische Nationalmannschaft auflief.

## Karriere

### Im Verein
Stanca spielte bis zum Jahr 2003 beim rumänischen Verein CS Tomis Constanța. Anschließend stand die Kreisläuferin eine Saison beim kroatischen Erstligisten ŽRK Podravka Koprivnica unter Vertrag, mit dem sie den kroatischen Pokal gewann. Zwischen 2004 und 2006 lief sie für den französischen Erstligisten Handball Cercle Nîmes auf. Daraufhin kehrte sie nach Rumänien zurück und schloss sich dem Erstligisten CS Oltchim Râmnicu Vâlcea an, mit dem sie 2007 und 2008 die rumänische Meisterschaft, 2007 den rumänischen Pokal sowie 2007 den Europapokal der Pokalsieger gewann. In der Saison 2006/07 erzielte Stanca mit 271 Treffern die meisten Treffer in der höchsten rumänischen Spielklasse. Nachdem Stanca in der Spielzeit 2008/09 für den Ligakonkurrenten Rulmentul Brașov aufgelaufen war, kehrte sie zu Oltchim Râmnicu Vâlcea zurück, mit dem sie 2010, 2011, 2012 und 2013 die Meisterschaft sowie 2011 den Pokal gewann.
Stanca spielte in der Saison 2013/14 für den französischen Erstligisten CJF Fleury Loiret Handball, mit dem sie den französischen Pokal gewann. Daraufhin wechselte sie zum französischen Zweitligisten Chambray Touraine Handball. Im Januar 2015 verließ sie den Verein aus familiären Gründen. Anschließend wurde ihre Schwangerschaft bekannt. Im selben Jahr schloss sie sich dem französischen Drittligisten AC Issoudun HB an, für den sie jedoch erst nach der Schwangerschaft auf dem Platz stand. Für AC Issoudun HB lief Stanca bis zum Jahr 2017 auf, bis Knieprobleme ein fortsetzen ihrer Karriere verhinderten. Nachdem Stanca im Verein schon als Jugendtrainerin tätig gewesen war, übernahm sie im Jahr 2018 die Damenmannschaft von AC Issoudun HB, die sie eine Spielzeit betreute.

### In Auswahlmannschaften
Stanca gewann im Jahr 1999 mit der rumänischen Jugendnationalmannschaft die Goldmedaille bei der U-17-Europameisterschaft, bei der sie zusätzlich in das All-Star-Team berufen wurde. Im darauffolgenden Jahr gelang ihr bei der U-19-Europameisterschaft mit der rumänischen Juniorinnennationalmannschaft einen weiteren Titelgewinn. Später gehörte Stanca dem Kader der rumänischen A-Nationalmannschaft an, mit der sie bei der Weltmeisterschaft 2005 die Silbermedaille und bei der Europameisterschaft 2010 die Bronzemedaille gewann. Bei der Weltmeisterschaft 2007, die Rumänien auf dem vierten Platz abschloss, wurde sie in das All-Star-Team gewählt. Weiterhin nahm sie an den Olympischen Spielen 2008 teil.

## Sonstiges
Sie ist mit dem ehemaligen rumänischen Rugbynationalspieler Răzvan Stanca verheiratet.